# Ixhuatlán del Sureste
Ixhuatlán del Sureste är en kommun i Mexiko.   Den ligger i delstaten Veracruz, i den sydöstra delen av landet, 500 km öster om huvudstaden Mexico City. Antalet invånare är 14 903. Arean är 276 kvadratkilometer.
Terrängen i Ixhuatlán del Sureste är huvudsakligen platt.
Följande samhällen finns i Ixhuatlán del Sureste:
- Las Águilas
- Coyolar
- Barragantitlán
- Las Palomas
- Benito Canales
- Santa Clara
- Los Encinos
- La Ceiba